# Deutsche Botschaft Addis Abeba
Die Deutsche Botschaft Addis Abeba ist die offizielle diplomatische Vertretung der Bundesrepublik Deutschland in Äthiopien.

## Lage
Die Botschaft liegt nördlich des Stadtzentrums im Stadtteil Yeka. Die Anschrift wird mit Yeka Kifle Ketema (Khebena), Woreda 03 angegeben. Auf der als Quelle genutzten Website befindet sich eine Verknüpfung zu einem Lageplan; vgl. auch in diesem Artikel angegebene Koordinaten.

## Organisation
In der Botschaft werden die Sachgebiete Politik, Wirtschaft, Kultur und Bildung bearbeitet. Sie bietet vollen Visa- und Konsularservice. An der Botschaft besteht ein Militärattachéstab.
Die sogenannte Kleinstvertretung in Dschibuti (Republik Dschibuti) wird in Rechts- und Konsularangelegenheiten (auch Erteilung von Visa) von der Botschaft Addis Abeba unterstützt; sie betreut diese auch in Verwaltungsangelegenheiten.

## Geschichte
Im Jahr 1905 nahm das Deutsche Reich mit der Rosengesandtschaft diplomatische Beziehungen mit dem damaligen Kaiserreich Abessinien auf. Im Rahmen der Gegenseitigkeit erhielt die deutsche Gesandtschaft von Kaiser Menelik II. im Jahr 1906 ein Gelände am Flüsschen Kabana zur unbefristeten und unentgeltlichen Nutzung für Botschaftszwecke. Das Gebäude der Kaiserlich Deutschen Gesandtschaft wurde im Jahr 1907 fertiggestellt. Das großzügige Areal ist nach wie vor Sitz der deutschen Auslandsvertretung.
Die Botschaft in Addis Abeba wurde 1936 geschlossen und am 14. Januar 1954 als Gesandtschaft wieder eröffnet. Dabei wurde die Vereinbarung über die Nutzung des Botschaftsgeländes aus dem Jahr 1905 förmlich erneuert. Am 12. Mai 1956 erfolgte die Heraufstufung zu einer Botschaft.
Die DDR nahm zum 1. Februar 1973 diplomatische Beziehungen mit Äthiopien auf. Zwischen 1973 und 1990 arbeiteten die DDR Diplomaten in Addis Abeba, bevor die Botschaft im Jahr 1990 mit dem Beitritt der DDR zur Bundesrepublik Deutschland geschlossen wurde.